# Біле (Куртамиський округ)
Бі́ле (рос. Белое) — присілок у складі Куртамиського округу Курганської області, Росія.
Населення — 30 осіб (2010, 80 у 2002).
Національний склад станом на 2002 рік:
- росіяни — 100 %